# Cratere Fuxi
Fuxi è un cratere sulla superficie di Rea.